# Daniele Fontana
Daniele Fontana (Milano, 15 maggio 1900 – Sala Comacina, 29 settembre 1984) è stato un disegnatore, illustratore e pittore italiano.
Nato a Milano, ha lavorato spesso a Roma, dividendosi tra l'attività di disegnatore satirico e illustratore e quella di pittore figurativo e di genere. In queste vesti ha partecipato all'Esposizione Nazionale di Milano (1923, 1925) e all'Esposizione Sindacale (1928, 1932), diventando ospite fisso alla rassegna de La Permanente.
Grande caricaturista, ha collaborato a Il Travaso delle idee e con il Bertoldo. Sua è però anche la raffigurazione di "donna turrita" dell'Italia, per anni simbolo ufficiale del governo e dello Stato italiano.
Nell'ultimo periodo di vita aveva il suo studio a Lenno, sul Lago di Como. È morto a Sala Comacina nel 1984. Tempo dopo, nonostante l'irreperibilità del figlio, un amico è riuscito comunque a conservare i suoi resti, facendoli traslare in una celletta del cimitero di Menaggio, dove si trovano tuttora.